# Piața Unirii (stacja metra)
Piața Unirii – stacja metra w Bukareszcie, na linii M1 i M2. Stacja została otwarta w 1986.